# عزازیل (سوپرنچرال)
ازازل (به انگلیسی: Azazel) یک شخصیت داستانی در مجموعه تلویزیونی درام و ترسناک سوپرنچرال در تلویزیون سی‌دابلیو است. طراحی و توسعه داده شده توسط خالق مجموعه اریک کریپک، و با بازی فردریک لهنه انجام شده‌است.

## داستان
ازازل (با بازی فردلیک لهنه)، اولین شیطان به‌وجود آمده در تمام شیاطین است. ازازل کودکانی، از جمله دختر خود را دارد. شیطانی که مگ مسترز، یک آنتاگونیست در فصل اول، که توسط سم به جهنم ارسال شد را اداره کرده‌است. ازازل، بنده لوسیفر و پادشاه جهنم در هنگام زندانی شدن لوسیفر بود. در حداقل یک مورد، ازازل، لوسیفر را با نام «پدر» که بیشتر اشاره‌اش به نقش لوسیفر در به وجود آمدن خودش است، صدا می‌زند. تنها اسلحه‌ای که می‌تواند ازازل را بکشد، کلت نام دارد.
ازازل، اصلی‌ترین شخص در فرار لوسیفر، با کمک به وی از زندان بود. در برنامه‌های لوسیفر، به او دستور داده شده بود، که کودکان ویژه‌ای را به وجود آورد. در هنگام انجام این مأموریت، او با مری کمپبل یا مری وینچستر روبرو شد. پس از قتل پدر و مادر و نامزدش جان وینچستر، مری با ازازل یک معامله‌ای می‌کند؛ که اگر به مری به او اجازه دهد، تا ده سال دیگر به خانه‌شان بیایند، او زندگی جان را بر می‌گرداند.
در شبی که ازازل، پس از ده سال به خانه می‌آید، به گهواره سم می‌رود. او زمانی که مری متوجه حضورش در اتاق می‌شود، با به وجود آوردن آتش، او را می‌کشد. این اقدام وی، باعث تغییرکردن زندگی جان و پسرانش، سم و دین می‌شود؛ که تا بقیه عمر خود، به دنبال این شیطان، برای انتقام‌جویی بروند.